# Lockheed Martin F-117 Nighthawk
Pour les articles homonymes, voir Night, Hawk et Nighthawk (homonymie).
Le Lockheed-Martin F-117 Nighthawk est un avion d'attaque au sol conçu par les États-Unis dans la seconde moitié des années 1970. C'est le premier avion militaire au monde étudié dès le départ pour avoir la signature la plus réduite possible. Il a été retiré du service actif le 21 avril 2008 et fut mis définitivement hors service à partir de 2018 mais une quarantaine d'appareils servent toujours, tenant le rôle d’agresseurs lors d’exercices en 2024.
À cause de ses formes inhabituelles et du secret qui a entouré tant l'avion (son existence n'a été reconnue officiellement qu'en 1988) que ses missions, le F-117 a été évoqué comme source des observations d'ovnis triangulaires, en particulier durant les vagues d'ovnis américaine (1983-1997) dans la vallée de l'Hudson, belge (1989-1992) et britannique (1993).

## Conception

### Have Blue
Au milieu des années 1970, les bureaux d'études du constructeur aéronautique Lockheed commencent à étudier un avion furtif, se basant en partie sur les recherches menées pour réduire la signature du Lockheed A-12 Oxcart. Nommé Have Blue, le projet était protégé par un secret absolu. Deux prototypes furent construits, le premier d'entre eux faisant son vol inaugural le 1er décembre 1977.

### F-117A Nighthawk

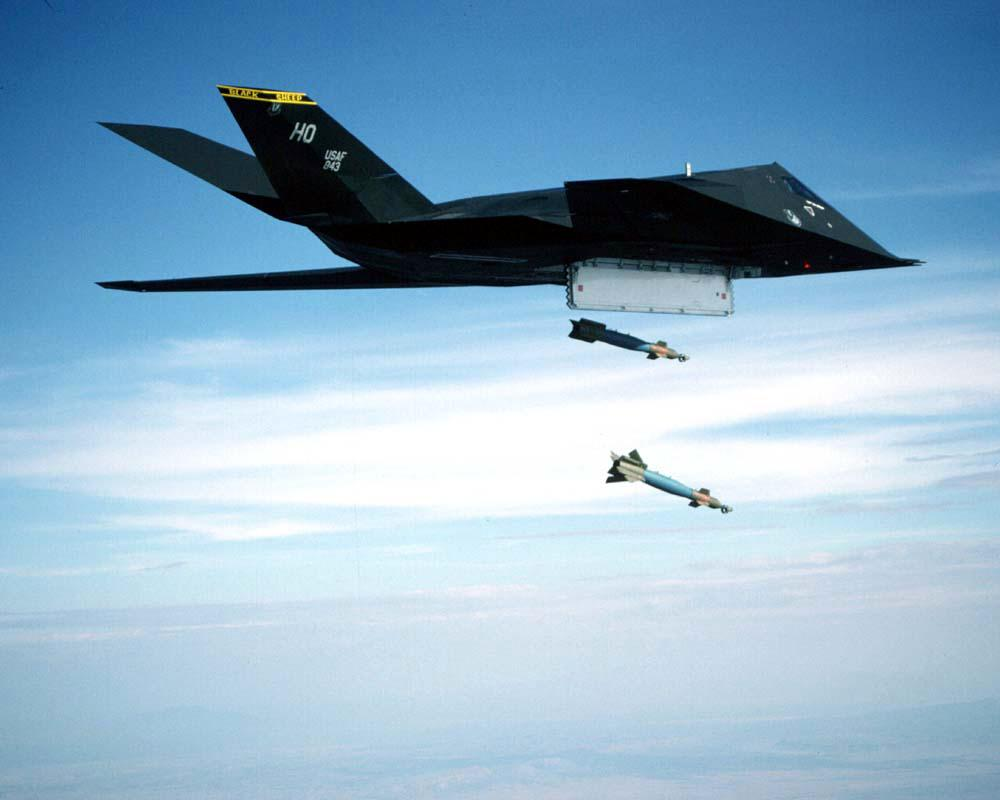
Un F-117 larguant deux bombes d'exercices Paveway-24.

Fin 1978, Lockheed obtient un contrat pour construire un avion de série reprenant la formule validée sur le Have Blue. Ce nouveau projet, toujours couvert par le secret le plus total, reçut la désignation Senior Trend. Le premier avion de présérie fit son vol inaugural le 18 juin 1981, et fut rejoint par 4 autres exemplaires en vue des essais et validations nécessaires avant la mise en service effective. Le premier avion de production fut livré en avril 1982, mais fut détruit dès son premier décollage à la suite d'un mauvais montage des commandes de vol électriques. Le pilote fut grièvement blessé.
Le F-117 reprend l'allure générale du Have Blue mais s'en différencie de plusieurs façons. D'abord, il est nettement plus grand et plus lourd. Ses moteurs sont des General Electric F404-GE-F1D2, dérivés des moteurs du F-18 mais sans post-combustion. Les deux dérives sont placées plus en arrière et inclinées vers l'extérieur (au lieu de l'intérieur), tandis que la flèche de l'aile est moins prononcée. Le pare-brise comporte un panneau central plat pour permettre l'utilisation d'un viseur tête-haute. Une soute à armement ventrale permet d'emporter 2 270 kg de charge militaire, dans la grande majorité des cas, des bombes Paveway à guidage laser. Enfin, une avionique spécifique est installée, composée notamment de deux systèmes de vision infrarouge (un FLIR vers l'avant, d'un DLIR vers le bas), d'un système de désignation à laser, et d'une centrale de navigation à inertie.
Construit à 59 exemplaires seulement, l'avion a été modernisé plusieurs fois, recevant par exemple un nouveau système de navigation et un tableau de bord avec des écrans multi-fonctions en couleurs. Au début des années 1990, le système d'expulsion des gaz des réacteurs a été entièrement revu pour améliorer sa fiabilité.

### Versions

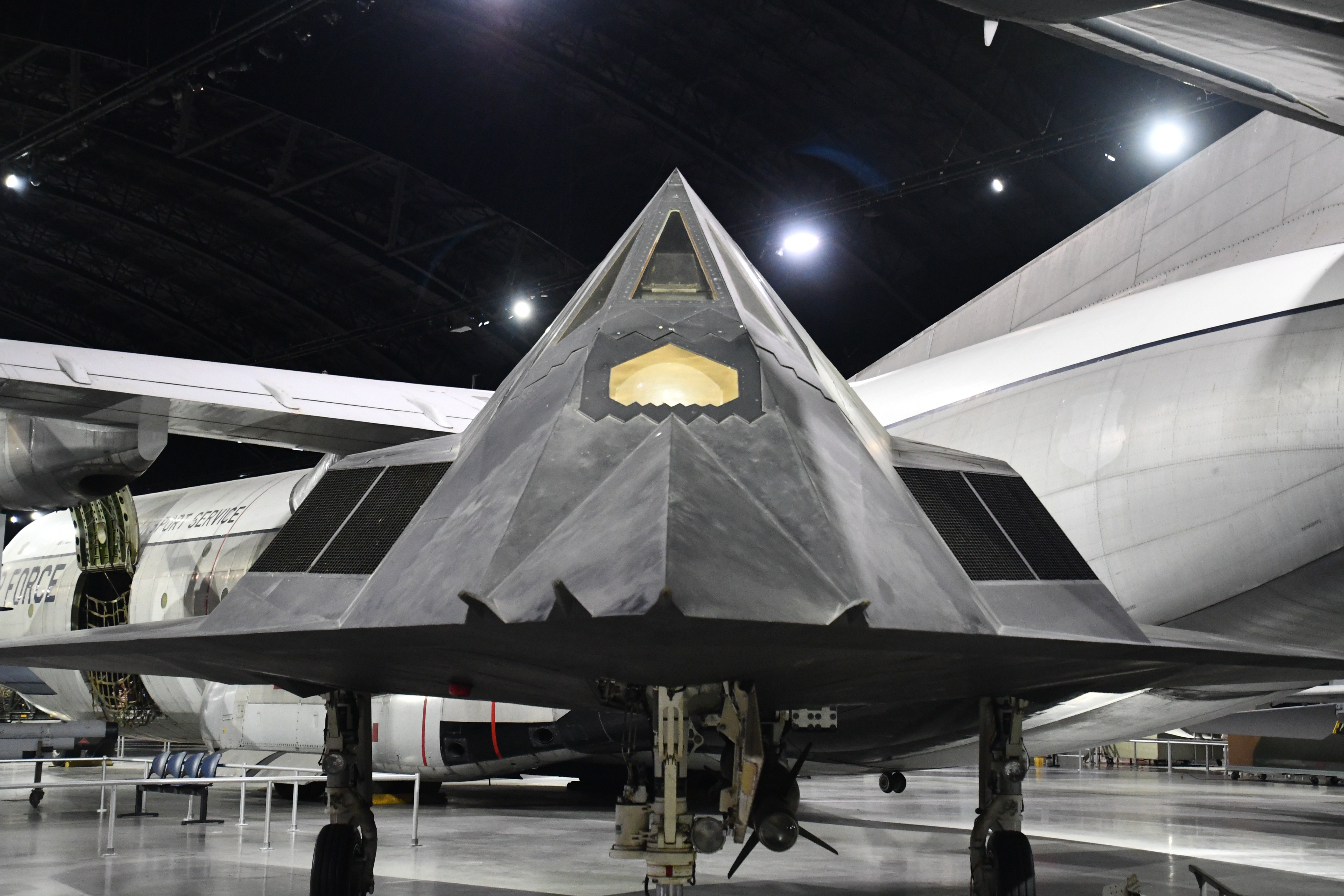
F-117A au National Museum of the United States Air Force à Dayton (Ohio).

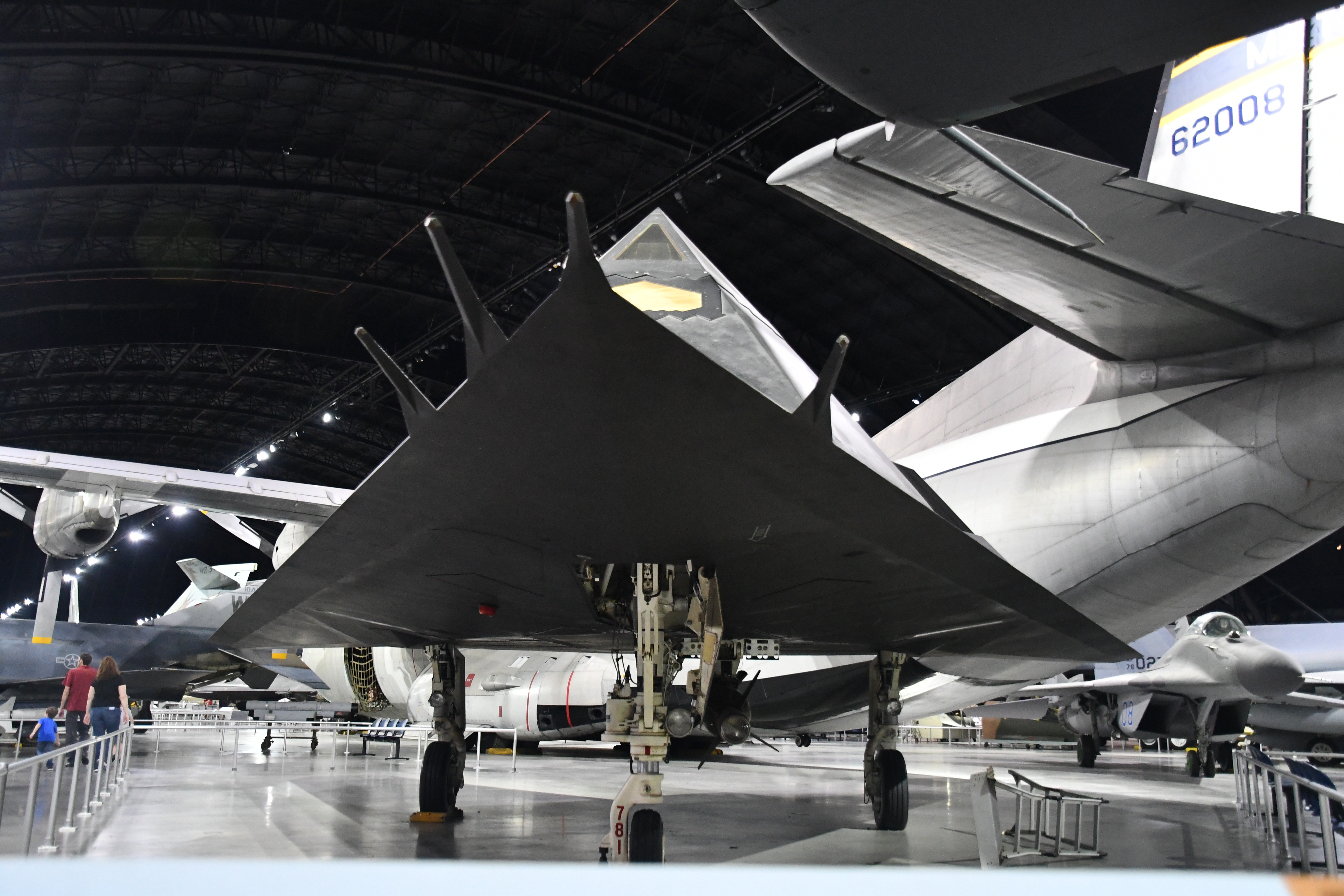
Vue de dessous du F-117A au National Museum of the United States Air Force.

Aucune variante du F-117 n'a été construite, mais plusieurs projets ont été envisagés :
- Le F-117A+ équipé de nouveaux moteurs General Electric F-414 plus puissants de 35 % par rapport aux anciens, et les entrées d'air du B-2 (en forme de S). Une version destinée à la Royal Air Force aurait été équipée des moteurs EJ200 de l'Eurofighter Typhoon.
- Le F-117B qui était allongé, avait une vitesse d'approche améliorée, et une plus grande capacité d'emport d'armement. Il pouvait tirer le missile AGM-88 HARM anti-radar.
- Le F-117N/AF-117X qui était apte à l'emploi depuis un porte-avions. Les principales caractéristiques étaient un renfort de la structure et la rétractibilité des embouts d'ailes (pour prendre moins de place).

### Problématique de la désignation F-117
L'existence de l'avion n'a été reconnue par le Pentagone que fin novembre 1988, et sa désignation officielle a alors été annoncée comme étant F-117A. Par rapport à la nomenclature officielle, cette désignation est peu orthodoxe : le numéro 117 ne suit pas celui des séries qui le précèdent (F-16, YF-17 et F-18). La numérotation aurait pris la suite des numéros 112 à 116, utilisés officieusement soit pour désigner les avions d'origine soviétique récupérés et testés secrètement par les États-Unis, soit pour d'autres projets secrets.

## Histoire opérationnelle
La première unité à recevoir l'avion fut le 4450th Tactical Group (en) du Tactical Air Command, installé dans une nouvelle base construite en secret dans la zone de Nellis. Pour garder le secret, les F-117 ne volaient que de nuit et l'unité était officiellement équipée de Vought A-7 Corsair II. Malgré ces précautions, des rumeurs concernant un avion secret commençaient à s'amplifier et deux accidents lors de vols d'entraînement nocturnes (voir plus loin, pertes et accidents) finirent par obliger le Pentagone à reconnaître officiellement l'existence du F-117, fin novembre 1988.

### Accidents
- Le 20 avril 1982, lors de son vol de réception par l'US Air Force, le premier F-117A de série s'écrasa dès le décollage à la suite d'un défaut dans les commandes de vol. Le pilote n'eut pas le temps de s'éjecter et fut grièvement blessé[3].
- Le 11 juillet 1986, un F-117A percuta une montagne lors d'un vol d'entraînement nocturne à basse altitude. Le pilote fut tué[4].
- Le 14 octobre 1987, un F-117A s'écrasa lors d'un vol d'entraînement nocturne. Le pilote fut tué[5].
- Le 4 août 1992, un F-117A s'écrasa juste après le décollage à la suite d'un incendie à bord. Le pilote s'éjecta sans dommage[6].
- Le 10 mai 1995, un F-117A s'écrasa lors d'un vol d'entraînement nocturne. Le pilote fut tué[7].
- Le 14 septembre 1997, un F-117A devint incontrôlable lors d'un vol de démonstration durant un meeting aérien. Le pilote s'éjecta sans dommage, l'avion s'écrasa sur une maison et quatre personnes furent légèrement blessées[8].

### Engagements

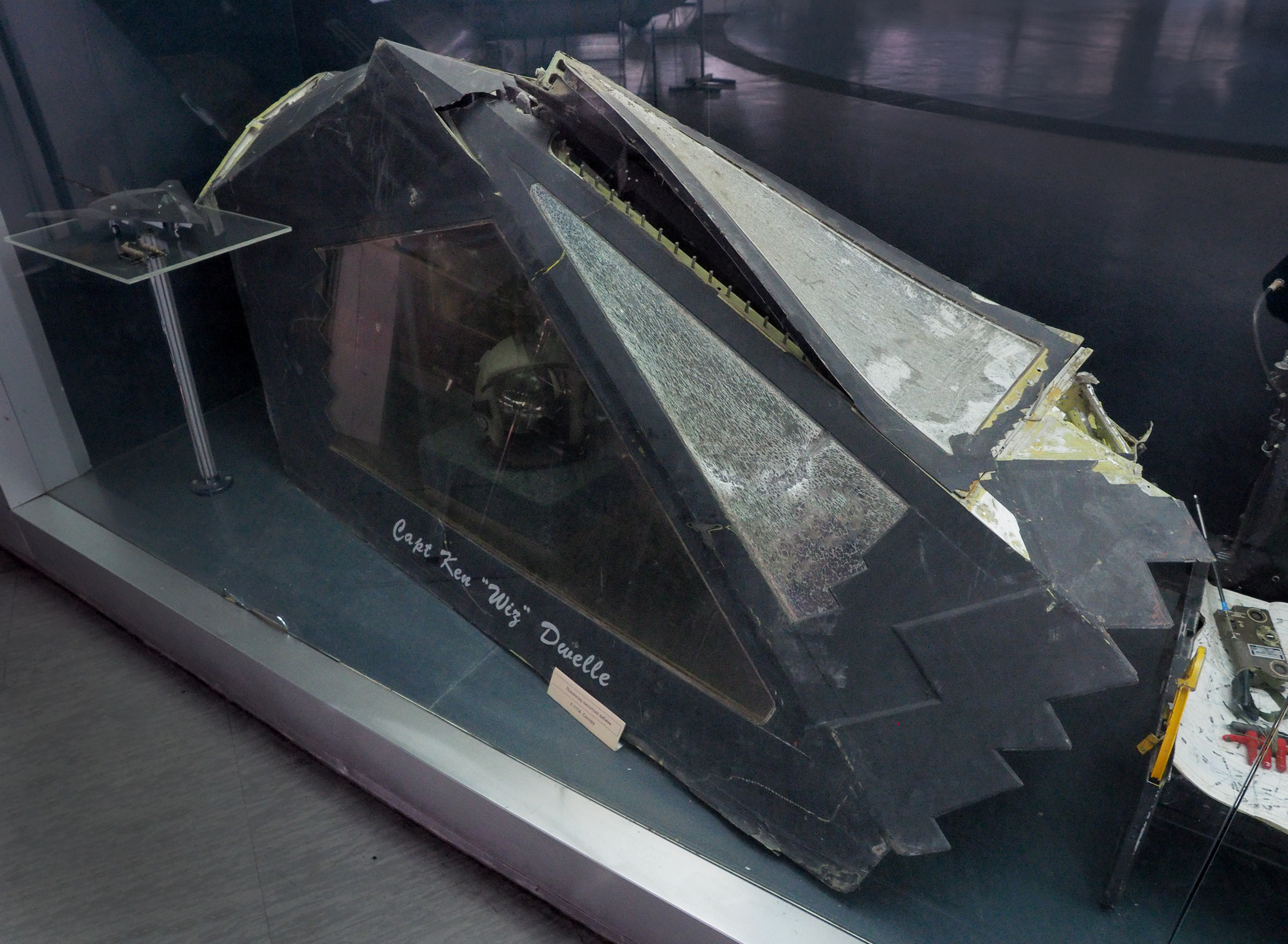
La verrière du F-117 abattu en Serbie

Le F-117 a été engagé lors de plusieurs opérations militaires et quasi exclusivement de nuit :
- lors de l'invasion du Panama en 1989
- lors de la guerre du Golfe en Irak en 1991 (36 avions déployés à partir de bases en Arabie saoudite)
- lors d'un raid en Irak le 13 janvier 1993[9]
- lors de l'opération Allied Force en 1999, au Kosovo (12 puis 24 avions déployés à partir de bases en Italie)
- lors de l'invasion de l'Irak en 2003 (au moins 12 avions déployés)

#### Perte en opérations

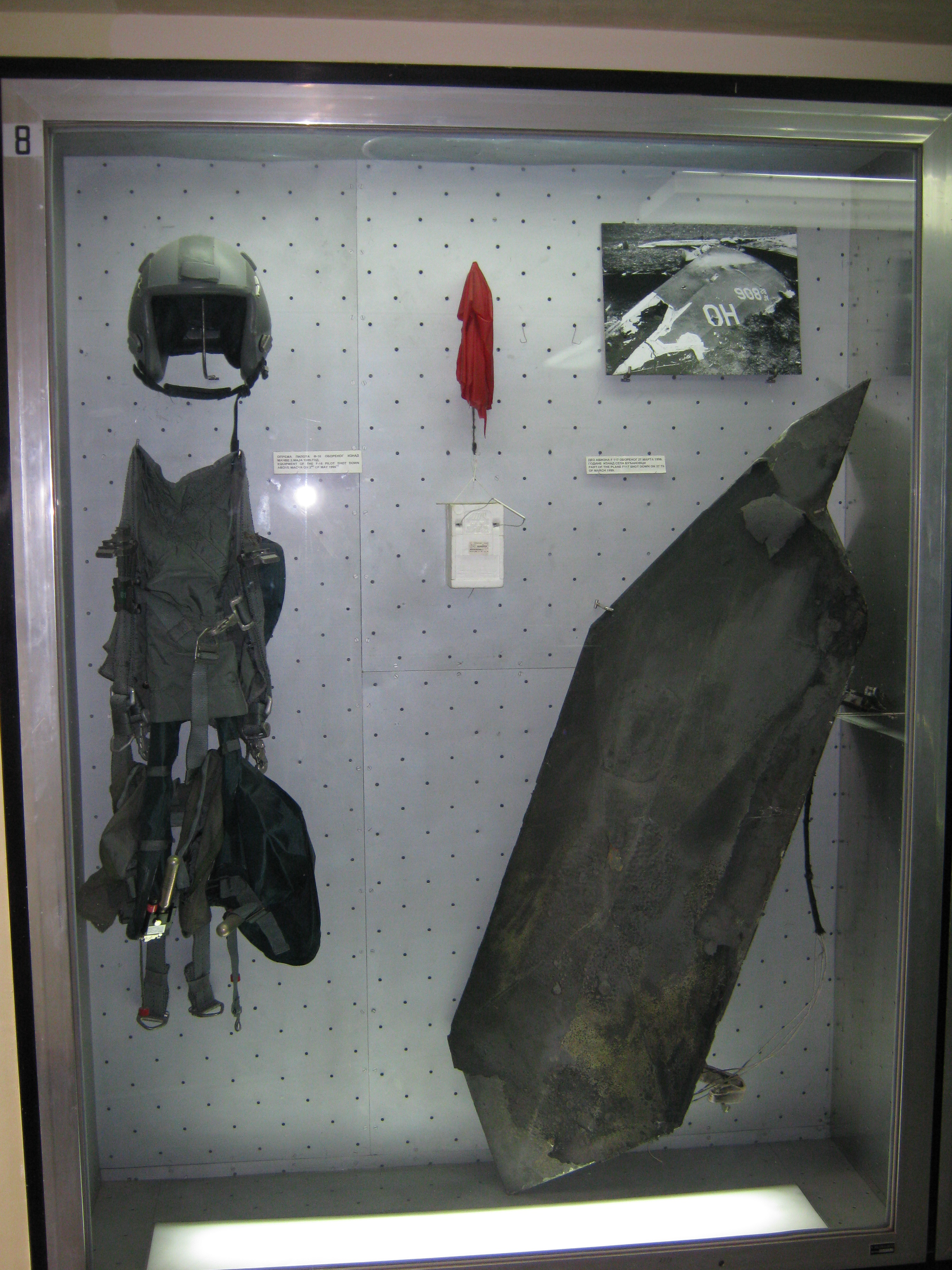
Un équipement de pilote de F-16 ainsi qu'un fragment du F-117 abattu par les forces serbes.

Un seul F-117 a été perdu au combat au cours des quatre conflits auxquels il a participé. Le 27 mars 1999, durant la guerre du Kosovo, un F-117A est abattu par un missile anti-aérien S-125 près de Belgrade, en Yougoslavie. Le pilote américain, Dale Zelko, s'éjecte et est récupéré sain et sauf. La détection et le tir de deux missiles Neva ont été réalisés par la 3e batterie de la 250e brigade de défense antiaérienne composée de 8 batteries équipées de radar non modifiés, de missiles russes Neva, de missiles portatifs Silo et Strela 2M. L'armée américaine a d'abord déclaré qu'il s'agissait d'un incident mécanique. L'officier chargé de la batterie, le commandant Zoltán Dani, pense que puisque les Américains n'ont fait que du marketing en parlant de furtivité pour le F-117, il peut faire de même, en faisant croire que la batterie Neva a été modifiée par ses techniciens, ce qui est complètement faux et sera confirmé onze ans plus tard par lui-même et l'ensemble des opérateurs de la 3e batterie. 
L'Otan soupçonnera l'armée serbe d'avoir utilisé un radar passif, appareil peu coûteux qui utilise la réflexion des ondes radio et télé ambiantes, pour détecter l'avion, mais les mauvaises conditions météorologiques ayant réduit la furtivité du F-117 sont seules en cause.
Un autre F-117 aurait été touché la même année par les Serbes. La rumeur court dès la guerre du Kosovo. Des années plus tard, en 2020, un officier à la retraite de l'US Air Force nommé Charlie « Tuna » Hainline, lui-même ancien pilote de F-117 au sein du 9th Fighter Squadron (en) le confirme sans en donner la date précise. Selon son témoignage, lui-même évita une salve de missiles mais son ailier fut touché. Malgré les dégâts qui rendirent difficile le ravitaillement en vol, il put rentrer à la base de Spangdahlem.

### Retrait de service
Il a été retiré du service actif le 21 avril 2008. Il était prévu de l'utiliser jusqu'en 2018 mais les surcoûts du F-22 ont précipité sa retraite. Tous les appareils existants ne sont pas stockés au 309th Aerospace Maintenance and Regeneration Group à Davis-Monthan AFB où vont généralement les avions retirés du service mais vont en zone militaire interdite au Tonopah Test Range (en) près de la Zone 51 dans le Nevada pour éviter les fuites de matériaux sensibles toujours d'actualité sur cet appareil où ils sont stockés dans une configuration Type 1000.
En 2014, deux appareils ont été photographiés en vol à Tonopah, sans doute pour des tests puis plusieurs fois depuis. Ainsi en mai 2020, il est utilisé ponctuellement pour des exercices au large de la Californie sans doute pour l'entrainement contre les appareils furtifs de la marine américaine, en septembre 2021, il participe à la formation au combat de F-15 de la Garde nationale aérienne de Californie.
En 2017, on annonce qu'a partir de 2018, ils seront définitivement retirés du stock pour destruction, à raison de quatre exemplaires par an. Au 1er janvier 2021, 48 sont dans l'inventaire de l'USAF.
Le 13 septembre 2021, le retour en service est officialisé par l'atterrissage public de 2 avions sur l'aéroport international de Fresno Yosemite.

## Culture populaire

### Films et séries
- Piège à grande vitesse (1995), deux F-117 décollent d'une base militaire de l'US Air Force, l'un d'eux survole de nuit le train détourné par les terroristes.
- Ultime Décision (1996), utilisé en abordage furtif sur un avion de ligne.
- Vol d'Enfer (2006), présenté comme un nouveau prototype, un F-117 intervient au début de l'intrigue et sa furtivité s'applique également de façon littérale. C'est-à-dire qu'il devient véritablement invisible aux yeux de n'importe qui, et pas seulement sur écran radar.
- Interceptor (1992), deux F-117 sont utilisés comme chasseur.
- 24 Heures chrono, saison 4, épisode 16 (Attaque contre Air Force One).

### Jeux vidéo
- Dans le jeu TFX de DiD, le F-117 est un des trois avions disponibles.
- Dans le jeu Stealth ATF, sur Nintendo NES, développé par Activision, c'est l'avion principal du jeu.
- F-117A Nighthawk Stealth Fighter 2.0
- Dans un des niveaux du jeu Jungle Strike, l'accomplissement de plusieurs objectifs se fait à bord d'un chasseur furtif F-117.
- Dans le jeu vidéo de stratégie Empire Earth, il est possible de construire des chasseurs/bombardiers F-117 durant l'ère atomique - Moderne. Il est l'amélioration du chasseur/bombardier Me-262.
- Dans les jeux Command and Conquer: Generals et Command and Conquer: Generals - Heure H, le F-117 est utilisé par l'armée américaine sous la dénomination « Chasseur furtif ».
- Dans le jeu Civilization III, le F-117 est l'une des ultimes innovations militaires, apparaissant en même temps que le bombardier furtif Northrop B-2 Spirit.
- Tom Clancy's HAWX, mission 15 (Bombardement sur Norfolk).
- Tom Clancy's HAWX 2 (dans aucune mission mais déverrouillable depuis les récompenses P.E.C.)
- Heatseeker
- Dans les jeux vidéo Wargame: AirLand Battle et Wargame: Red Dragon, où il fait partie des avions prototypes américains.
- Sky Odyssey
- Ace Combat 5: Squadron Leader, Ace Combat Zero: The Belkan War, Ace Combat: Distant Thunder et Ace Combat 6: Fires of Liberation et aussi brièvement dans Ace combat 7 Skies Unknown contrôler par IA
- Dans le jeu Advance Wars: Dual Strike, le F-117 est appelé « Furtif » et possède la capacité d'être invisible aux yeux de l'adversaire et de ne pas pouvoir être attaqué sous cette forme.
- Dans le jeu Call of Duty: Black Ops 6, le F-117 est dans l’introduction et un atout utilisable dans la campagne.
- Dans le jeu War Thunder, le F-117 est présent dans l'arbre de recherche américain au rang VI en tant que véhicule d'escadron.
- Dans le jeu War Tycoon, sur Roblox, le F-117 est obtaignable en éliminant 50 joueurs à l'aide de bombes.

### Musique
- Le chanteur serbe Rodoljub Roki Vulović évoque le F-117 en 1995 dans sa chanson Crni Bombarder (en serbe : bombardier noir), tandis que des F-117 étaient utilisés pendant les guerres de Yougoslavie.

### Développement lié
- Lockheed Have Blue
- Sea Shadow

### Aéronefs comparables
- BAE Replica (en)
- MBB Lampyridae (en)
- Northrop Grumman B-2 Spirit